# Юзефины (Пинский район)
Юзефи́ны (бел. Юзафіны) — деревня в Пинском районе Брестской области Беларуси. Входит в состав Лыщенского сельсовета.
Расположена в 2 км от автодороги Ганцевичи — Логишин (Р-105) и в 40 км от города Пинск. По переписи населения 2019 года в деревне насчитывалось 29 жителей.

## История
- XIX век — возникновение поселения в виде имения, относящегося к собственности помещиков Скирмунттов
- начало XX века — владельцем является Станислав Скирмунтт

Впоследствии деревня была продана Шоломицким, потомки которых до сих пор проживают в деревне.

## Достопримечательности
В конце 1980-х годов исчез приусадебный дом. Дом был деревянным, на кирпичном фундаменте. Рядом с домом был пруд. Фундамент долго использовался местными жителями как погреб.
Существует место, где находилось родословное кладбище. На кладбище был двухместный склеп.